# Guémené-sur-Scorff
Guémené-sur-Scorff är en kommun i departementet Morbihan i regionen Bretagne i nordvästra Frankrike. Kommunen ligger i kantonen Guémené-sur-Scorff som tillhör arrondissementet Pontivy. År 2022 hade Guémené-sur-Scorff 1 136 invånare.

## Befolkningsutveckling
Antalet invånare i kommunen Guémené-sur-Scorff
| Referens: INSEE |